# Faurecia
Faurecia (Euronext: EO) es un grupo francés de ingeniería y producción de equipos de automoción. La empresa desarrolla, fabrica y comercializa equipos para fabricantes de automóviles: asientos, sistemas de interior (salpicaderos, paneles de puertas, elementos decorativos y módulos acústicos, etc.), tecnologías de control de emisiones (escapes).
Historia
En 1974, Bertrand Faure abrió su primer taller en Levallois-Perret (París), fabricando asientos para tranvía y el metro de París. Desde entonces, Faurecia se ha convertido en uno de los diez principales proveedores automotrices mundiales.
Faurecia, tal como la conocemos hoy, se formó en 1997 con la adquisición de Bertrand Faure por parte de ECIA, propiedad de PSA, para crear una empresa automotriz global. En 2021, con la fusión de PSA y FCA y la creación de Stellantis, comenzó un nuevo capítulo en la historia de Faurecia.
Con la adquisición de una participación mayoritaria en HELLA, Faurecia y HELLA se han unido para formar FORVIA